# Order Rodziny Królewskiej (Wielka Brytania)
Order Rodziny Królewskiej (ang. Royal Family Order) – odznaczenie, nadawane przez monarchę brytyjskiego żeńskim członkom domu królewskiego.

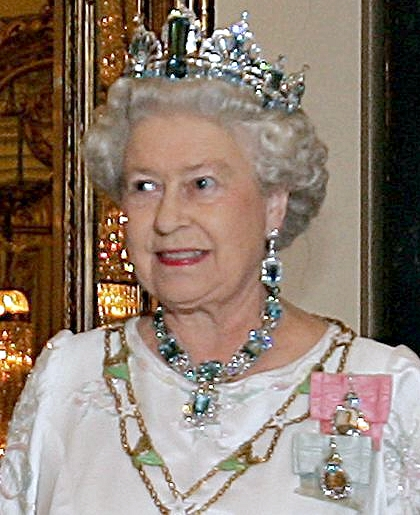
Królowa Elżbieta II z orderem rodzinnym ojca, Jerzego VI i dziadka, Jerzego V

## Historia i insygnia
Odznaczenie zostało ustanowione około 1825 przez króla Jerzego IV i jest nie tyle orderem, co osobistym dowodem przychylności panującego. Nie posiada statutów. Oznaką jest zawsze kunsztownie malowana na kości słoniowej miniatura portretowa z wyobrażeniem panującego – jeśli jest nim mężczyzna, przedstawia go się w uniformie wojskowym, jeśli kobieta, ubrana jest w suknię balową. Miniatura jest oprawiona w drogocenną ramkę wysadzaną brylantami, ozdobioną koroną królewską (istnieją także egzemplarze bez korony).
Odznaczenie jest na ogół jednoklasowe, jedynym wyjątkiem było panowanie królowej Wiktorii, kiedy Family Order (zwany wówczas Royal Order of Victoria and Albert) posiadał cztery klasy i nie był miniaturą portretową, lecz kameą z profilami królowej i księcia-małżonka Alberta, i nadawany był w dwóch najniższych klasach także szlachciankom nie należącym do rodziny królewskiej.
Zależnie od panującego zmieniała się także wstążka (order noszony jest na damskiej kokardzie nad lewą piersią, ok. 7 cm poniżej obojczyka) – za Jerzego IV używano wstążki w barwach Orderu Podwiązki, za Wiktorii barwy niebieskiej z wąskimi czerwono-biało-czerwonymi bordiurami, za Edwarda VII barwy ciemnoniebieskiej z żółtymi bordiurami, za Jerzego V barwy jasnoniebieskiej bez bordiur, za Jerzego VI barwy różowej, za Elżbiety II barwy żółtej. Order królowej Elżbiety II przedstawiał monarchinię w sukni balowej z Orderem Podwiązki. Obecny order króla Karola III jest zawieszony na jasnobłękitnej wstążce (identycznej jak dla Jerzego V, co było osobistą decyzją Karola). Został zaprezentowany dopiero 18 miesięcy po jego wstąpieniu na tron – w czerwcu 2024. Egzemplarz noszony przez królową Kamilę namalowała na syntetycznej kości słoniowej uznana miniaturzystka Elizabeth Meek. Przedstawia wizerunek Karola III w mundurze Admirała Floty (Admiral of the Fleet) z wielką wstęgą Królewskiego Orderu Wiktoriańskiego, gwiazdami orderów Podwiązki i Ostu, oraz kollaną Orderu Podwiązki i wstęgami orderów Łaźni i Wiktoriańskiego.
Podobne odznaczenie istnieje również w Danii, Norwegii i Szwecji. Zwyczaj przyjął się w XIX wieku.